# Шупоси (Сятракасинское сельское поселение)
Шупо́си (чув. Шупуç) — деревня в Моргаушском районе Чувашской Республики. Входит в состав Сятракасинского сельского поселения.

## География
Находится в северо-западной части Чувашии, на расстоянии приблизительно 7 км на юго-восток по прямой от районного центра села Моргауши.

## История
Известна с XVIII века как выселок села Преображенское (ныне Чувашская Сорма).
В 1858 году здесь было учтено 180 жителей. В 1906 году отмечено 55 дворов и 277 жителей, в 1926 — 65 дворов и 311 жителей, в 1939 — 290 жителей, в 1979 — 185. В 2002 году было 78 дворов, в 2010 — 66 домохозяйств. В 1930 году был образован колхоз «Ударник», в 2010 действовало КФХ «Малышев».

## Население
Постоянное население составляло 241 человек (чуваши 98 %) в 2002 году, 218 — в 2010.